# Ацилут
Ацилут (Ацилот; ивр. האצילות‎) — каббалистический термин, обозначающий «эманацию» или «лучеиспускание». Термин зачастую употребляется для обозначения переноса чего-либо духовного с одного предмета на другой. Термин заимствован из сочинения Шломо ибн Габироля «Источник жизни» («Мекор Хаим»), написанного по-арабски и переведенного в 1150 году на древнееврейский, а затем латинский язык («Fons vitae»).
Термин также может употребляться каббалистами в узком смысле, для обозначения одного из четырёх миров Каббалы (Ацилут, Бриа, Иецира, Асиа). Ицхак Лурия и Моше Кордоверо (XVI век) ввели эти четыре мира в Каббалу, и мир Ацилут, по их представлениям, состоял из десяти сфирот. Позже каббалисты стали объяснять Ацилут словом «превосходство», имея в виду высший и наиболее совершенный мир.
Космос представляется каббалистам как великое целое, как живое существо из трёх частей, концентрически обнимающих одна другую; а над всем этим царит, как высший прообраз — мир непосредственной эманации — Ацилут.